# 徐巧嬌
徐巧嬌，又稱陳徐巧嬌（英語：Shirley How-Kiu TSUI，1958年10月7日—），現時著名時裝品牌慕詩國際集團有限公司（港交所：0130）董事會副主席，以及創辦人，屬於陳欽杰夫人和徐慶儀妹妹。
出生於香港的徐巧嬌，她和丈夫結婚後，在1977年開設製衣廠，之後在1997年開始創立時裝品牌，名為「MOISELLE」品牌的，慕詩國際集團有限公司，並安排在2002年於香港交易所上市，造就女性時裝王國地位。

## 連結
- 陳欽杰（徐巧嬌配偶）：緊守「有錢人」的崗位